# Sociedad sin Estado
Una sociedad sin Estado es una teoría de posibles sociedades funcionales que no son gobernadas por una entidad u organización política estable que ejerce la soberanía de manera centralizada, como lo son un Estado o un Estado nación. En tales sociedades habría poca concentración de la autoridad, la mayoría de las posiciones de autoridad que existen en esta serían limitadas en su poder y tales posiciones por lo general de suceder no son ocupadas en forma permanente, además los organismos sociales para resolver disputas a través de reglas predefinidas por ancestros  tienden a ser pequeños. Las sociedades sin Estado que son consideradas existentes por algunos filósofos son muy variables en la organización económica, y las prácticas culturales. Aparentemente la mayor parte de la historia de la humanidad la gente ha vivido en sociedades sin Estado. Sin embargo, aparentemente pocas sociedades sin Estado existen en la actualidad, ya que la mayoría de ellas han sido obligadas en la integración con las sociedades de ámbito estatal que les rodean.

## Los pueblos prehistóricos
En la arqueología, la antropología cultural y la historia, una sociedad sin Estado denota una comunidad humana, menos compleja, sin un Estado, como una sociedad tribal, un clan, una banda o una jefatura. El criterio principal de "complejidad" que se utiliza es el grado en que una división del trabajo se ha producido de tal manera que muchas personas están especializadas de forma permanente en formas particulares de producción o de otra actividad, y dependen de otros para bienes y servicios a través del comercio o si tienen obligaciones recíprocas sofisticadas regidas por la costumbre y las leyes. Un criterio adicional es el tamaño de la población. Cuanto más grande sea la población, más relaciones se van a tener en cuenta. 
La evidencia de las primeras ciudades-estado conocidas se ha encontrado en la antigua Mesopotamia, alrededor de 3700 aC, lo que sugiere que la historia del Estado está en la verdad a menos de 6.000 años de antigüedad, por lo que para la mayoría de la prehistoria humana el Estado no existía. Dado que el Homo sapiens ha existido por cerca de 200.000 años, implica que las sociedades organizadas por el Estado han existido a lo largo de un 3%, a lo sumo, de toda la época de historia humana reconocible. 
El antropólogo Robert L. Carneiro comenta: 

"Por un 100 por ciento de la historia de la humanidad las personas han vivido exclusivamente en bandas y aldeas autónomas. A inicio del Paleolítico [es decir, la Edad de Piedra], el número de estas unidades políticas autónomas deben haber sido pequeñas, pero por el 1000 a. C. habían aumentado a unas 600.000. A continuación, las supra-villas de agregación comenzaron en serio, y en apenas tres milenios las unidades políticas autónomas del mundo se redujeron de 600.000 a 157. A la luz de esta tendencia, la continua reducción de 157 a 1 parece no sólo inevitable, sino cerca de la mano"-

Es característico que los funcionarios del estado (dinastías reales, los soldados, escribas, funcionarios, administradores, abogados, recaudadores de impuestos, autoridades religiosas, etc) no se mantienen a sí mismos en principio, sino que son materialmente apoyados y financiados por los impuestos y tributos aportados por el resto de la población activa. Esto supone un nivel suficiente de la productividad laboral per cápita, que por lo menos hace posible un producto excedente permanente (principalmente alimentos) consignados por la autoridad estatal para sostener las actividades de los funcionarios del Estado. Tales excedentes permanentes por lo general no se producen en una escala significativa en las pequeñas sociedades tribales o de clan.